# ACT QI-300
ACT QI-300 (QI-300) је професионални рачунар, производ фирме ACT који је почео да се израђује у Уједињеном Краљевству током 1988. године.
Користио је Intel 80386SX као централни микропроцесор а RAM меморија рачунара QI-300 је имала капацитет од 1Mb до 5Mb. 
Као оперативни систем кориштен је MS-DOS и Windows 3.

## Детаљни подаци
Детаљнији подаци о рачунару QI-300 су дати у табели испод.
|                       |                               |
| [ 1 ]                 |                               |
| Произвођач            |                               |
| Тип                   | професионални рачунар         |
| Меморија              | 1Mb до 5Mb                    |
| Поријекло             | Уједињено Краљевство          |
| Година                | 1988                          |
| Тастатура             | IBM AT стандардни распоред    |
| Процесор              |                               |
| Фреквенција процесора | 16                            |
| RAM                   | 1 до 5                        |
| ROM                   | непознато                     |
| Текст                 | 40 или 80 стубова x 25 линија |
| Графика               | на плочи                      |
| Боја                  |                               |
| Звук                  | уграђени звучник              |
| Димензије             | непознато                     |
| Портови               |                               |
| Оперативни систем     | и                             |